# Doug Mitchell Thunderbird Sports Centre
Il Doug Mitchell Thunderbird Sports Centre (conosciuto in precedenza come UBC Winter Sports Center o UBC Thunderbird Arena) è un'arena per l'hockey su ghiaccio situata appena fuori da Vancouver, nella Columbia Britannica, all'interno del campus della Università della Columbia Britannica. L'arena possiede una pista di ghiaccio principale da 7.200 posti, e due secondarie con una capacità di 980 e 200 spettatori. Sede delle partite casalinghe degli UBC Thunderbirds (la squadra dell'università), verrà usato per le gare dei XXI Giochi olimpici invernali e per le gare di hockey su slittino ai X Giochi paralimpici invernali.
La costruzione dello stadio è iniziata nell'aprile del 2006, e l'inaugurazione è stata effettuata il 7 luglio 2008. La costruzione dell'arena ha anche coinvolto il rinnovamento della Father Bauer Arena che, costruita nel 1963, era in precedenza lo stadio degli UBC Thunderbirds.
Il 21 agosto 2009, il Thunderbird Sports Centre è stato rinominato Doug Mitchell Thunderbird Sports Centre in onore in Doug Mitchell, un avvocato che aveva frequentato quest'università, dirigente sportivo universitario, che ha cofinanziato la costruzione dello stadio.